# Аламаннские анналы
Алама́ннские анна́лы (Алеманнские анналы; лат. Annales Alamannici) — анналы, описывающие сначала историю Франкского государства, а затем Восточно-Франкского королевства (Германии) и соседних регионов в период с 703 по 926 год. Анналы сохранились в нескольких рукописях: по месту хранения (городам Цюрих и Монца) наиболее полные из них получили названия Цюрихский и Монцский кодексы.
«Аламаннские анналы» входят в «Мурбахскую группу франкских анналов», в которую включают также «Лоршские анналы», «Мозельские анналы», «Анналы святого Назария», «Вольфенбюттельские анналы» и «Фрагмент анналов Чеснии». Все эти анналы в своей ранней части восходят к одному протографу, которыми являются, вероятно, несохранившиеся до наших дней «Мурбахские анналы».
До 785 года текст «Аламаннских анналов» очень близок к тексту «Лоршских анналов». Поэтому историки считают, что основой для начала «Аламаннских анналов» послужили так называемые «Лоршские анналы 785 года». Согласно мнению исследователей, первая редакция «Аламаннских анналов» была составлена в 799 году в Мурбахском монастыре в Эльзасе. После этого анналы были перенесены в монастырь Райхенау, где была проведена запись событий до 876 года. Затем с рукописи анналов были сделаны, по крайней мере, две копии, оказавшиеся в других германских монастырях. Одна из них, ставшая основой Цюрихского кодекса — в Санкт-Галленском монастыре, другая, ставшая основой Монцского кодекса — в одном из монастырей Реции или Бургундии. Здесь анналы были продолжены местными хронистами: в Цюрихском кодексе изложены события по 926 год включительно, в Монцском кодексе — только до 912 года.

## Издания
На латинском языке.
- Annales Alamannici. — Monumenta Germaniae Historica. Scriptores (in Folio). Tome I. Annales et chronica aevi Carolini. — Hannover: Impensis Bibliopolii Avlici Hahniani, 1826. — S. 19—30, 40—44 & 47—60. (недоступная ссылка)

На русском языке.
- Полный перевод:
  - Алеманнские анналы / перевод и комментарии И. В. Дьяконова // Хроники королевства франков конца VII — начала X в.. — М. : SPSL — Русская панорама, 2023. — С. 480—495. — (MEDIÆVALIA: средневековые литературные памятники и источники). — ISBN 978-5-93165-499-7.
  - Аламаннские анналы. Восточная литература. — перевод с издания в MGH. Дата обращения: 14 февраля 2010.
- Фрагменты:
  - Свод древнейших письменных известий о славянах. Том II (VII—IX вв.) // Анналы св. Назария и Алеманнские. — М.: «Восточная литература» РАН, 1995. — С. 451—453. — 590 с. — ISBN 5-02-017809-8.